# 29 Dywizja Rakietowa
29 Gwardyjska Witebska Dywizja Rakietowa (ros. 29-я гвардейская ракетная Витебская ордена Ленина Краснознамённая дивизия) – związek taktyczny Wojsk Rakietowych Przeznaczenia Strategicznego Związku Radzieckiego, następnie – Federacji Rosyjskiej
Dywizja podlega 33 Armii Rakietowej z Omska; stacjonuje w mieście Irkuck.  W 2008 dysponowała 27 zestawami strategicznych rakiet balistycznych RS-12M.
W 2012 rozpoczęto przygotowania do rozpoczęcia procesu modernizacji i przezbrajania dywizji w mobilne i stacjonarne zestawy RS-24.

## Struktura organizacyjna
2011
- dowództwo – Irkuck[5]
- 92 pułk rakietowy
- 344  pułk rakietowy
- 586 Gwardyjski Świrski pułk rakietowy
- 1893 techniczna baza rakietowa
- 738 węzeł łączności